# Станіслав Альбіновський
Стані́слав Ю́зеф Альбіно́вський (пол. Stanisław Józef Albinowski; 20 липня 1923, Львів — 25 січня 2005, Варшава) — польський економіст, журналіст і публіцист.

## Біографічні дані
Станіслав Альбіновський народився у Львові. Під час Другої світової війни працював на німецьких підприємствах в окупованій Польщі (1940—1944) і в трудовому таборі в Клайпеді. Служив капралом в Армії крайовій.
1960 року Альбіновський закінчив навчання на факультеті політичних наук Варшавського університету. У 1952—1980 роках працював економічним журналістом у багатьох польських газетах і журналах, а в 1968—1972 роках був кореспондентом у Бонні. З 1961 року він належав до Польської об'єднаної робітничої партії.
З 1980 року Альбіновський був членом Урядової комісії з економічних реформ, а у 1981-му став членом групи експертів, які розробляли урядову доповідь про стан економіки та програму виходу з кризи. Цікавився проблемами енергетики та гірничовидобувної промисловості. Був фахівець у фінансово-валютній галузі.
За кілька десятиліть він опублікував численні статті в періодиці, зокрема професійній. Це видання «Po Prostu» («Попросту»), «Życie Gospodarcze» («Економічне життя»), «Kultura» («Культура»), «Polityka» («Політика»), «Trybuna Ludu» («Трибуна люду») та «Zarządzanie» («Управління»). В останні роки свого життя Альбіновський співпрацював здебільшого з виданнями «Gazeta Wyborcza» («Газета виборча»), «Puls Biznesu» («Пульс бізнесу»), «Prawo i Gospodarka» («Закон і економіка»), опублікував одну зі своїх найважливіших книжок — «Багатство і злидні народів» (1996).

## Співпраця зі Службою безпеки Польської Народної Республіки
За матеріалами, зібраними в архівах Інституту національної пам'яті, у 1968—1975 роках Альбіновський був зареєстрований як таємний співробітник Служби безпеки ПНР під псевдонімом «Богуславський».

## Книжкові видання
- Automat, automatyzacja, automacja

pojęcia i definicje, 1960
- Dwa oblicza kapitalizmu, 1961
- Współpraca gospodarcza krajów socjalistycznych w ramach RWPG, 1962
- Świat w przekroju, 1963 (у співавторстві)
- EWG a rynek światowy, 1965 (перекладено англійською, французькою та німецькою мовами)
- Handel światowy, Warszawa 1965 (tom 33 serii wydawniczej Omega)
- Rozmowy o gospodarce, 1965
- Europa Zachodnia‚ Stany Zjednoczone, 1965
- Commercial Policy of EEC, 1965
- Przemysł NRD w nowym modelu gospodarczym, 1966
- Z Merkurym za granicą, 1967
- Handel między krajami o różnych ustrojach po II wojnie światowej i prognozy do 1980 r., 1968
- Rynek socjalistyczny, kapitalistyczny, światowy, 1968
- Miliardy z diaspory? 1968
- Wokół EWG: procesy integracji gospodarczej w Europie Zachodniej, 1969
- Muellerowie na co dzień: między Hamburgiem a Monachium, 1979
- Alarm dla gospodarki trwa: wybór artykułów i ekspertyz z lat 1976—1982, 1982
- Nawigatorzy gospodarki i inne polemiki, 1986
- Pułapka energetyczna gospodarki polskiej, 1988
- Bogactwo i nędza narodów, Dom Wydawniczy Elipsa, Warszawa 1996

## Нагороди і відзнаки
- 1967, 1974 — Премія Міжнародного клубу публіцистів (від Спілки польських журналістів)
- 1974 — Премія від голови Робітничої видавничої артілі «Prasa-Książka-Ruch»
- 1974 — Перша премія Клубу економічних публіцистів (від Спілки польських журналістів)
- Офіцерський хрест Ордена Відродження Польщі
- Золотий Хрест Заслуги
- Медаль 30-річчя ПНР[1]
- Медаль 40-річчя ПНР[3]